# Разинков, Юрий Фёдорович
Юрий Фёдорович Разинков (29 сентября 1940, Саратов — ноябрь 2019, Санкт-Петербург) — советский и российский художник-график, специализировавшийся на линогравюре, мастер эстампа.

## Биография
Юрий Федорович Разинков родился в г. Саратове. В 1967 г. окончил Саратовское художественное училище имени А. П. Боголюбова с красным дипломом. Дипломная работа, выполненная маслом на холсте,—«Проводы на войну». В этом же году поступил в Институт живописи, скульптуры и архитектуры им. И. Е. Репина в г. Ленинграде на факультет графического искусства. На первом курсе, во время прохождения практики в Пушкинских Горах, в селе «Михайловское», директор заповедника С. С. Гейченко поручил студенту Разинкову разработать и написать в старорусском стиле шрифт, который впоследствии был выбит на придорожных камнях-валунах. Скульптор по этим эскизам выбил такие тексты: «Гора Воронич», «Савкина горка», «Направо пойдешь—в Михайловское попадешь, прямо пойдешь—в Тригорское попадешь». Эти камни до сих пор стоят в исторических местах и на перекрестке дорог. На третьем курсе студентам предлагалось выбрать одно из двух графических направлений — книжную или станковую графику. Юрий Федорович выбрал мастерскую станковой графики под руководством А. Ф. Пахомова. С этих пор он работал над освоением различных графических техник, таких как ксилография, офорт, литография, линогравюра. Из всех техник приоритетной для него стала гравюра на линолеуме, как черно-белая, так и цветная, которой в дальнейшем он занимался всю жизнь. Юрий Федорович изучал мастерство графики у таких художников классиков графического искусства, как А. А. Ушин, В. В. Ветрогонский, Ю. А. Васнецов, Г. Ф. Захаров, В. А. Фаворский, И. В. Голицын и других. Дипломной работой стала серия цветных гравюр о тружениках горячих цехов Череповецкого металлургического завода. В то же время онсамостоятельно создал пейзажную серию цветных гравюр о г. Ленинграде. В 1978 г. вступил в члены Ленинградского Союза художников. С этих пор принимал активное участие в республиканских, зональных, всероссийских выставках: готовил их экспозицию как в Ленинграде, так и в Москве. Более 10 лет был членом бюро секции графики по вопросам выставочной деятельности. Ю. Ф. Разинков применял метод создания цветных гравюр на основе одной печатной формы.

### Педагогическая деятельность
Более 25 лет своей жизни Юрий Федорович посвятил воспитанию и подготовке молодых художников. Преподавал несколько лет рисунок, живопись, композицию в Детской художественной школе № 4, затем там же был заместителем директора по учебной работе. Далее работал преподавателем в Городской художественной школе. С 2000 г. по 2019 г. преподавал рисунок и вел мастерскую графики в Санкт-Петербургском художественном училище им. Н. К. Рериха (высшая категория). Награждён Почетной грамотой Комитета по культуре Санкт-Петербурга за значительный вклад в развитие сферы культуры города.

## Работы в музейных коллекциях
Работы Ю. Ф. Разинкова находятся в музейных собраниях, а также в частных коллекциях в России и за рубежом.
- Государственный Русский музей, СПб;
- Эрмитаж, СПб;
- Государственный музей истории Санкт-Петербурга, СПБ;
- Государственный музей городской скульптуры, СПб;
- Российская национальная библиотека, СПб;
- Железнодорожный музей, СПб;
- Библиотека Ватикана, Рим;

## Персональные выставки
С 1978 года Ю. Ф. Разинков—участник групповых и персональных художественных выставок в России и за рубежом.
- Петербург в цветной линогравюре Юрия Разинкова. — Отдел эстампов и фотографий РНБ. СПб. — 2023[6]
- Неоткрытые имена. — Государственный музей городской скульптуры. СПб. — 2022.[1];
- Новгородский государственный объединённый музей-заповедник, филиал Дом-музей Ф. М. Достоевского — 2010—2011. Старая Русса;
- Гравюра. Литография. Рисунок. — Выставочный зал СПб ХУ им. Н. К. Рериха. СПб. — 2010;
- Выставка эстампа. — Бюро секции графики Санкт-Петербургского Союза художников. СПб;
- 33 года вместе. — Центр Книги и графики на Литейном, 55. СПб. — 2002;
- Культурный центр г. Ульцбурга — 1995, Ульцбург (Германия);
- Кофейный домик Летнего сада. СПб;